# Otto-Felix Mannesmann

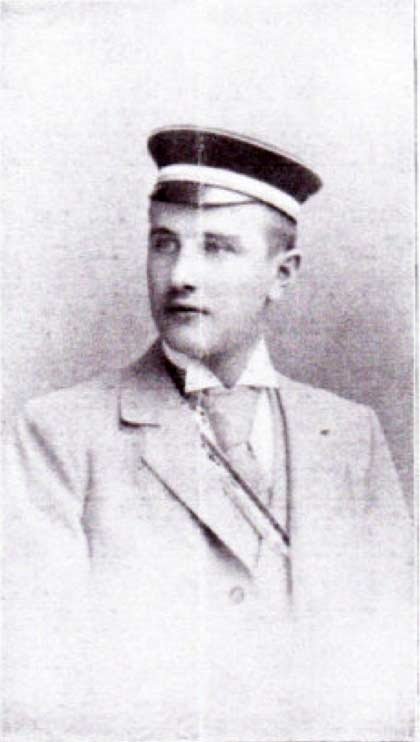
Otto Mannesmann als Corpsstudent, 1893

Otto-Felix Mannesmann (* 10. Mai 1874 in Remscheid; † 10. April 1916 in Tripolis, Osmanisches Reich) war ein deutscher Physiker und Ingenieur. Zusammen mit seinen Brüdern Reinhard und Carl gründete er die Mannesmann Lichtwerke AG in Remscheid. Otto Mannesmann gilt als Erfinder des Hängeglühlichts, einer hängenden Gaslampe, die von der Form her der Glühlampe ähnelt.

## Leben
Otto Mannesmann wurde 1874 als jüngstes von elf Kindern von Johanna Henriette Emma Clara Mannesmann geb. Rocholl (1834–1910) und Reinhard Mannesmann (1814–1894) geboren. Er besuchte die Oberrealschulen in Remscheid und Lennep, dann ein Gymnasium in Kiel und machte 1892 das Abitur. Er studierte anschließend an der Technischen Hochschule München und der Technischen Hochschule Charlottenburg Physik und Chemie. An der Eberhard Karls Universität Tübingen wurde er mit einer Dissertation über „Luftwiderstandsmessungen mit einem neuen Rotationsapparat“ promoviert. Während seiner Münchner Studienzeit schloss er sich dem dortigen Corps Franconia an.
Ende der 1890er Jahre studierte Otto Mannesmann Sprachen in Neapel und besuchte seine viel älteren Brüder in den Vereinigten Staaten, die dort Märkte für ihre Röhren-Walztechnik aufschließen wollten. Die weite Verbreitung von Petroleumlampen und die Häufigkeit von dadurch verursachten Bränden brachten die Brüder auf die Idee, die Gaslampe weiterzuentwickeln. Bereits die ersten Patente der Brüder Reinhard und Max zeigten eine im Unterschied zum seit 1885 gängigen Auerlicht nach unten zeigende Leuchte. Im Patent 126135 von 1901 stellte Otto Mannesmann dann eine hängende Gaslampe mit erheblich höherer Energieausbeute vor. Sie wurde mit großem Erfolg in der Mannesmannlicht GmbH in Remscheid und der Sparlichtgesellschaft in Berlin hergestellt und weltweit vertrieben. Das Unternehmen warb für das Leuchtmittel mit dem Spruch „Mannesmann-Licht – 50–60 % Gas-Ersparnis“. Die Kernidee war die kontrollierte Zufuhr von Frischluft in das Glasgehäuse, das der Breslauer Physiker Otto Lummer als „verblüffend einfache Erfindung“ bezeichnete.
Gegen die Patente der Mannesmann-Familie erhob unter anderem die Lampen-Fabrik Ehrich & Graetz OHG Einspruch. 1905 verlor sie die „Mannesmann-Prozesse“ um das Patent 126135 und wurde, wie auch die Auergesellschaft, im Laufe der Folgejahre Lizenznehmer der Gaslampentechnik von Otto Mannesmann. Die Lizenzgebühr zum Bau der Lampe lag bei 0,25 Mark; die Konkurrenten überwiesen dank des boomenden Geschäfts fünf- bis sechsstellige Beträge pro Jahr. Noch bevor der Patentschutz 1915 auslief, stand Mannesmann als Monopolist da und stellte bereits vor Beginn des Ersten Weltkriegs die komplette Straßenbeleuchtung deutscher Großstädte.
Otto Mannesmann verbrachte einige Zeit mit seinem Bruder Robert in Marokko, um Land zu erwerben und Bodenschätze zu erkunden. Ob ihre Interessen 1911 eine Rolle bei der Entscheidung zur Entsendung des Kanonenbootes Panther spielten (Panthersprung nach Agadir) ist umstritten.
Im Mai 1912 gerieten die beiden kurzzeitig zusammen mit anderen Industriellen in die Gefangenschaft Einheimischer.

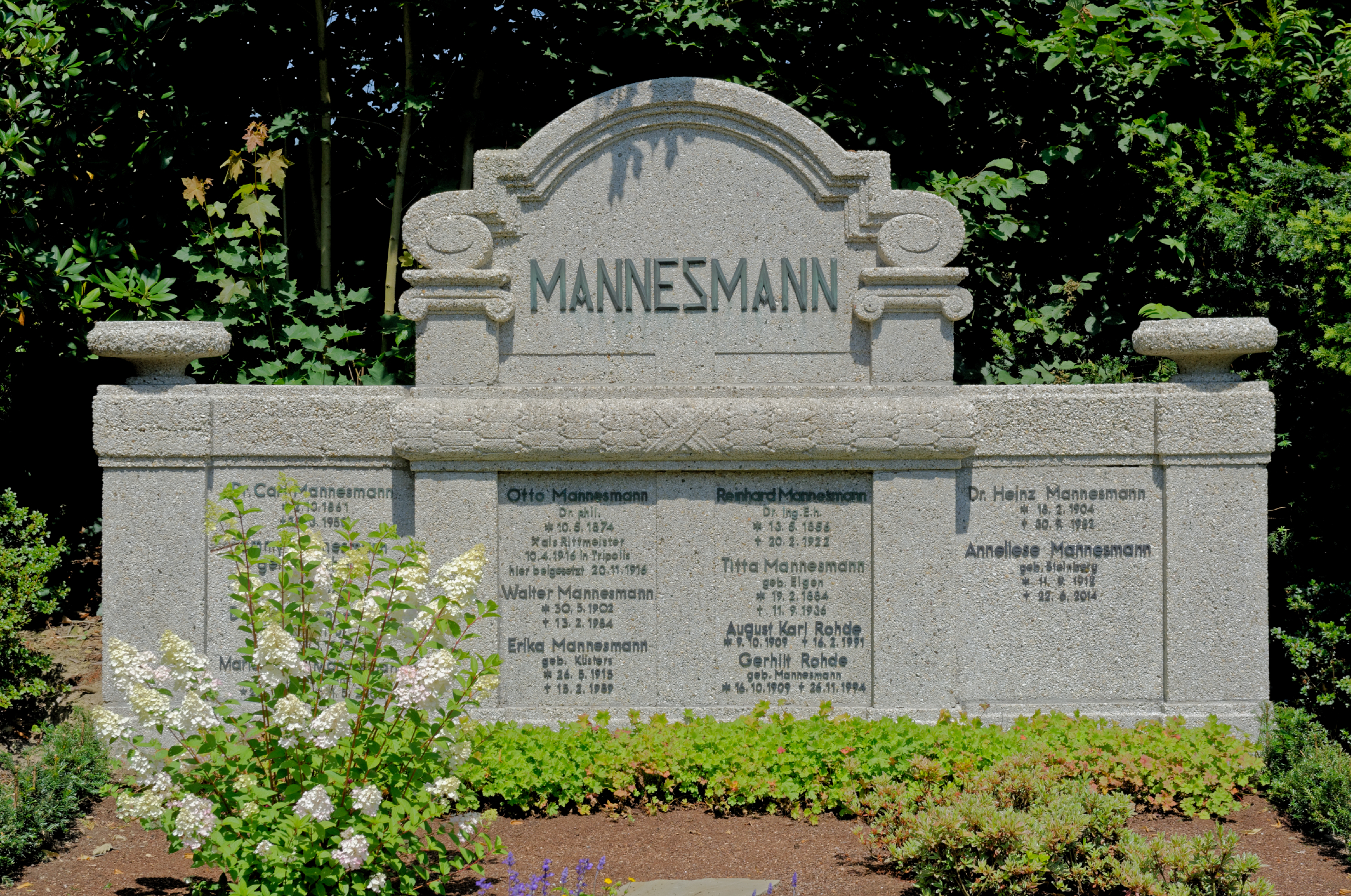
Grab der Familie Mannesmann auf dem evangelischen Friedhof Remscheid-Bliedinghausen

Im Ersten Weltkrieg war Mannesmann, getarnt als Vizekonsul des Deutschen Reichs in Tripolis, als Agent des Deutschen und Osmanischen Reichs gegen die Briten tätig. Seine Aufgabe war, die Sanusiya unter Ahmad asch-Scharif zum Kampf gegen die Briten zu ermutigen und durch Waffenlieferungen zu unterstützen.
Im April 1916, nach der Niederlage der Sanussis in der ägyptischen Westwüste und dem Rücktritt Ahmad asch-Scharifs, wurde Otto Mannesmann von Gefolgsleuten dessen Nachfolgers Muhammad Idris ermordet, wie eine von Deutschland ausgesandte Geheimmission unter Paul Wolff von Todenwarth herausfand.
Sein Leichnam wurde mit dem U-Boot U 39 nach Cattaro und dann nach Remscheid überführt und dort begraben. Der Transfer dauerte offenbar sehr lange, denn die Tageszeitungen schrieben ein halbes Jahr später:

„Der zweite Mannesmann gefallen. Remscheid, 10. Dez., brieflich. Der Erfinder des hängenden Glühlichts, Diplom-Ingenieur Dr. Otto Mannesmann, Rittmeister der Reserve und türkischer Major, wurde in seiner Vaterstadt Remscheid beigesetzt. Der Verstorbene, bereits das zweite Kriegsopfer der Brüder Mannesmann, war auf fernem Posten gefallen und seine Leiche durch ein U-Boot auf österreichischen Boden gebracht worden.“

Die Verlustliste des Württembergischen Heeres, dem Mannesmann als Oberleutnant der Reserve angehört hatte, vermeldete seinen Tod erst Mitte März 1917.

## Schriften
- Die Irreleitung der öffentlichen Meinung in der Mannesmann-Angelegenheit, 1910.